# Miss Dior
Miss Dior – singel polskiego zespołu Modelki, który został wydany 3 kwietnia 2025 za pomocą wytwórni Island Records Polska za pośrednictwem Universal Music Polska.
Nagranie otrzymało w Polsce status platynowej płyty 23 lipca 2025.

## Geneza utworu i historia wydania
Utwór został napisany oraz skomponowany przez Vłodarskiego, Antonego Esce oraz zespół Modelki (w składzie: Agnieszka Nowakowska, Urszula Kowalska i Zuzanna Fijak). Natomiast za produkcję, miks i mastering odpowiada sam Vłodarski. Utwór wykonały Agnieszka Nowakowska, Urszula Kowalska i Zuzanna Fijak.
Singel ukazał się w formacie digital download oraz w streamingu 4 kwietnia 2025 w Polsce, lecz data wydania wskazuje na dzień wstecz. Za wydanie utworu odpowiada wytwórnia Island Records Polska w dystrybucji Universal Music Polska.

## Twórcy
Opracowano na podstawie materiałów źródłowych.
- Agnieszka Nowakowska – wokal, tekst, kompozycja
- Urszula Kowalska – wokal, tekst, kompozycja
- Zuzanna Fijak – wokal, tekst, kompozycja
- Szymon Kwiecień (Antony Esca) – tekst, kompozycja
- Michał Włodarski (Vłodarski) – tekst, kompozycja, produkcja, miks, mastering

## Lista utworów
- Digital download[3]

1. „Miss Dior” – 2:03

## Teledysk
Do utworu powstał teledysk, który udostępniono 4 kwietnia 2025 za pośrednictwem serwisu YouTube, Apple Music, Tidal oraz Spotify.

## Notowania

### Pozycje na tygodniowych listach
W Polsce utwór zadebiutował na 2. miejscu na polskiej liście sprzedaży – OLiS, na 5. miejscu na Top 200 Spotify Polska oraz 44. miejscu na polskiej liście AirPlay.

### Pozycja na półrocznych listach
| Kraj   | Lista                    | Pozycja |
| ------ | ------------------------ | ------- |
| Polska | OLiS – single w streamie | 17      |

## Certyfikaty i sprzedaż
| Kraj          | Certyfikat      | Sprzedaż | Data przyznania |
| ------------- | --------------- | -------- | --------------- |
| Polska (ZPAV) | platynowa płyta | 125 000+ | 23 lipca 2025   |